# KNM Uredd (S305)
Pour les autres navires du même nom, voir HNoMS Uredd.
Le KNM Uredd (pennant number S305) est un sous-marin de classe Ula de la marine royale norvégienne.

## Fabrication
Le navire a été commandé le 30 septembre 1982 à Thyssen Nordseewerke à Emden, où la quille a été posée le 23 juin 1988. Il a été lancé le 22 septembre 1989 et mis en service le 3 mai 1990.

## Service
En mars 1991, le navire a été impliqué dans un accident à l’accostage. Un incendie s’est déclaré dans son centre de commandement en février 1992.